# Bani Ahmad al-Gharbijja
Bani Ahmad al-Gharbijja – miejscowość w Egipcie, w muhafazie Al-Minja. W 2006 roku liczyła 27 498 mieszkańców.